# Van Bylandt

familiewapen van Bylandt

Van Bylandt of Von Bylandt is een oud Nederlands adellijk geslacht waarvan alle leden de titel van graaf voeren.

## Geschiedenis
Het geslacht Van Bylandt stamt af van Dirc Doys die ministeriaal van Gelre was en wordt vermeld tussen 1233 en 1257. Zijn kleinzoon Dirc Doys werd in 1303 beleend met Bilant bij Pannerden waarna hij en zijn nageslacht zich van Bylandt gingen noemen.
In de eerste eeuwen bekleedden telgen vooral bestuurlijke functies in dienst van graven en hertogen. In de 17e eeuw werden telgen legerofficieren. Vanaf de 19e eeuw traden telgen in diplomatieke dienst, bekleedden politieke functies op lokaal, provinciaal en landelijk niveau en dienden het Nederlandse hof. Begin 20e eeuw trok een telg naar Pruisen; diens nageslacht dat alleen nog leden van de Nederlandse adel kent, leeft sindsdien buiten Nederland. De overige Nederlandse takken zijn uitgestorven.
In 1590 werd een lid tot H.R.Rijksbaron verheven, in 1678 werden telgen verheven tot H.R.Rijksgraaf. In 1814 en 1815 volgde benoeming in Nederlandse ridderschappen, in de periode 1816-1866 volgde erkenning of inlijving in de adel van het Koninkrijk der Nederlanden of in buitenlandse adel met de titel van graaf.
In 1734 kwam Mariënwaerdt in handen van de familie Van Bylandt, waarbij het tevens de status van hoge heerlijkheid kreeg. De familie Van Verschuer, nakomelingen van de familie, is nog steeds eigenaar van het landgoed.
De familie Van Bylandt was in de 18e en 19e eeuw eigenaar van de landgoederen Bosdal en Mastland. Eeuwen daarvoor, van 1479 tot 1550 bewoonde de familie Kasteel Well in Limburg.

## Enkele telgen
- Alexander des H.R. Rijksgraaf van Bylandt (1743-1819), generaal-majoor infanterie
  - Otto Anne graaf van Bylandt (1766-1857), Nederlands politicus
  - Willem Frederik graaf van Bylandt (1771-1855), kapitein in het Engelse en generaal-majoor in het Nederlandse leger, commandant van de Brigade van Bylandt
  - Jean Charles graaf van Bylandt (1776-1841), diplomaat en Eerste Kamerlid
    - mr. Eugène Jean Alexander graaf van Bylandt (1807-1876), commissaris des Konings van Zuid-Holland en Overijssel, staatsraad en Eerste Kamervoorzitter
      - mr. Carel Jan Emilius graaf van Bylandt (1840-1902), Tweede Kamerlid
        - M.A.O.C. gravin van Bylandt (1874-1968), eigenares van Arendsdorp en grondlegster van de naar haar genoemde stichting

## Andere telgen
- Hendrik van Bylandt (1350-1405), proost van de Sint-Servaeskathedraal in Maastricht.
- Frederik Sigismund van Bylandt (1749-1828), Nederlands zeeofficier
- Arthur Maximilian Adrian von Bylandt-Rheidt (1821-1891), Oostenrijks minister van Oorlog
- Willem Karel Frederik Pieter graaf van Bylandt (1841-1924), Tweede Kamerlid en Tweede Kamervoorzitter

D'Aubremé † ·
Bentinck † ·
Van den Bosch ·
De Borchgrave d'Altena ·
Van Bylandt ·
Du Chastel de la Howarderie † ·
Van Gronsfeld Diepenbrock † ·
Dumonceau ·
Van der Duyn † ·
Festetics de Tolna ·
De Ficquelmont † ·
De Geloes ·
Van der Goltz † ·
Van Heerdt † ·
Van Heiden † ·
De Hochepied ·
Van Hoensbroeck ·
Van Hogendorp · 
Von Hompesch-Rürich † · 
De Larrey † ·
Van Limburg Stirum · 
Van Lynden ·
De Marchant et d'Ansembourg ·
Van Nassau la Lecq † ·
De Norman d'Audenhove ·
Von Oberndorff ·
Van Oranje-Nassau van Amsberg · 
De Perponcher Sedlnitsky ·
Von Quadt ·
Van Randwijck ·
Von Ranzow ·
Van Rechteren ·
Van Reede † ·
Van Renesse † · 
De Riquet de Caraman ·
Schimmelpenninck ·
Zu Stolberg-Stolberg ·
Van Wassenaer † ·
Wolff Metternich † ·
Van Zuylen van Nijevelt

Geslachten die tot de adel van het Koninkrijk der Nederlanden behoren of hebben behoord. Lijst volgens opgave van de Hoge Raad van Adel. †: Geslacht uitgestorven of titel vervallen.